# 田耳
田耳（1976年—），本名田永，湖南鳳凰人，中國當代作家。曾獲臺灣第18屆及第20屆聯合文學小說新人獎、第四屆魯迅文學獎优秀中篇小说奖、人民文學獎、華語文學傳媒大獎2013年度小說家獎等獎項。

## 主要著作
- 《一个人张灯结彩》
- 《风蚀地带》
- 《夏天糖》
- 《衣缽》
- 《天體懸浮》
- 《開屏術》[1]